# Kanton Palora
Der Kanton Palora befindet sich in der Provinz Morona Santiago südostzentral in Ecuador. Er besitzt eine Fläche von 1455 km². Im Jahr 2020 lag die Einwohnerzahl schätzungsweise bei 7720. Verwaltungssitz des Kantons ist die Kleinstadt Palora mit 3152 Einwohnern (Stand 2010).

## Lage
Der Kanton Palora befindet sich im äußersten Norden der Provinz Morona Santiago. Das Gebiet reicht von der Cordillera Real bis hinab ins Amazonastiefland. Der Kanton liegt am rechten Flussufer des Río Pastaza. Im Südosten wird der Kanton vom Unterlauf des Río Palora begrenzt. Der Río Llushin entwässert einen Großteil des Kantons zum Río Pastaza. Eine neu errichtete Brücke über den Río Pastaza verbindet den Kanton mit der am gegenüberliegenden Flussufer verlaufenden Fernstraße E45 (Macas–Puyo).
Der Kanton Palora grenzt im Westen an die Provinz Chimborazo, im Norden an die Provinz Tungurahua, im Nordosten an die Kantone Mera und Pastaza der Provinz Pastaza, im Südosten an den Kanton Huamboya sowie im Süden und im Südwesten an den Kanton Pablo Sexto.

## Verwaltungsgliederung
Der Kanton Palora ist in die Parroquia urbana („städtisches Kirchspiel“)
- Palora

und in die Parroquias rurales („ländliches Kirchspiel“)
- 16 de Agosto
- Arapicos
- Cumandá (Verwaltungssitz in Colonia Agricola Sevilla del Oro)
- Sangay (Verwaltungssitz in Nayamanaca)

gegliedert.

## Geschichte
Der Kanton Palora wurde am 30. Juni 1972 eingerichtet (Registro Oficial N° 92).

## Ökologie
Der Westen des Kantons befindet sich innerhalb des Nationalparks Sangay.